# Anh tôi vô số tội
Anh tôi vô số tội (Hangul: 형; Romaja quốc ngữ: Hyeong; nghĩa là: Anh trai; tựa tiếng Anh: My Annoying Brother) là một bộ phim hài Hàn Quốc năm 2016 do Jo Jung-suk, Do Kyung-soo và Park Shin-hye đóng vai chính. Phim được phát hành tại Hàn Quốc bởi hãng CJ Entertainment vào ngày 23 tháng 11 năm 2016. Phim đã đứng đầu doanh thu phòng vé địa phương và đạt hơn một triệu lượt xem trong vòng bốn ngày kể từ khi phát hành. Phim đạt 3 triệu lượt xem vào giữa tháng 12, và được phát hành tại Nhật Bản vào ngày 19 tháng 5 năm 2017. Phim được mua bản quyền kịch bản bởi Việt Nam và chuyển thể thành phim Anh trai yêu quái phát hành năm 2019 do Kiều Minh Tuấn vai người anh và Isaac vai người em.

## Nội dung
Go Doo-young (Do Kyung-soo) là một vận động viên Judo quốc gia tài năng rất hứa hẹn nhưng đã bị mất thị giác vĩnh viễn do xảy ra va đập trong một lần thi đấu. Anh trai cùng cha khác mẹ của cậu là Go Doo-shik (Jo Jung-suk) khi đó đang ở trong nhà tù đã lợi dụng điều này, lấy lý do muốn chăm sóc em trai để xin được ân xá sớm ra tù. Trước đây khi mẹ của Doo-shik mất, bố anh đã cưới vợ mới và sinh ra Doo-young. Dù được mẹ kế đối xử tốt, nhưng khi hàng xóm tiết lộ mẹ kế chính là hộ lý đã chăm sóc mẹ mình lúc trước, Doo-shik đã không thể chấp nhận và bỏ nhà đi. Năm Doo-young 18 tuổi, bố mẹ cậu đều qua đời do tai nạn, cậu phải làm đám tang một mình.
Doo-shik từ nhà tù về nhà trong lúc Doo-young vẫn chưa ổn định và chấp nhận được nỗi bất hạnh mù lòa. Doo-young giam mình trong phòng nhưng Doo-shik không thực sự quan tâm đến em trai. Chính Doo-young cũng khó chịu với sự xuất hiện của anh trai nên có lần đã gọi điện cho trung tâm hỗ trợ. Doo-shik lúc này lo sợ bị bắt trở lại nhà tù nên đã cư xử biết điều hơn.
Lee Soo-hyun (Park Shin-hye) là huấn luyện viên của Doo-young, cô vẫn luôn quan tâm đến cậu và khích lệ cậu tiếp tục luyện tập Judo để tham gia Paralympic, nhưng Doo-young luôn từ chối. Trong thời gian chăm sóc em trai, Doo-shik và em ngày càng gần gũi nhau hơn. Doo-shik giúp em trai thay đổi cách ăn mặc, đi ra ngoài ăn chơi, mua sắm. Đúng lúc này, Doo-shik phát hiện mình bị ung thư và chỉ còn ba tháng để sống. Anh đã động viên khích lệ, thậm chí thúc ép em trai quay trở lại luyện tập Judo. Doo-shik đã tự tay sửa chữa nhà cửa, mua thức ăn dự trữ, chuẩn bị mọi thứ để đến lúc mình ra đi không còn ai chăm sóc em trai.
Thời gian Doo-young sang Brasil thi đấu đã đến, Doo-shik nói dối rằng mình sẽ đến Busan làm việc. Trong thời gian ở Brasil, Doo-young thường gọi điện về cho anh, dù phải chống chọi với cơn đau nhưng Doo-shik vẫn cố tỏ ra bình thường trong điện thoại. Doo-young thuận lợi vào chung kết, nhưng trước trận chung kết, cậu căng thẳng và sợ hãi vì vẫn còn bị tai nạn lần trước ám ảnh. Soo-hyun đã tiết lộ chuyện anh trai cậu bị bệnh để mong cậu sẽ cố gắng hết mình. Doo-young biết chuyện đã vô cùng đau khổ, muốn về lại Hàn Quốc ngay nhưng được Soo-hyun động viên, cậu ở lại thi đấu. Đầu trận cậu thi đấu không thuận lợi, nhưng nhớ đến những kỷ niệm về người anh đã tiếp thêm sức mạnh để cậu thi đấu xuất sắc và đạt huy chương vàng. Trong khi đó ở Hàn Quốc, trong bệnh viện, Doo-shik cũng theo dõi trận đấu của em trai qua máy tính xách tay. Kết thúc phim, Doo-shik qua đời, Doo-young sống mạnh mẽ và độc lập hơn.

## Diễn viên
- Jo Jung-suk vai Go Doo-shik
  - Jeon Ha-neul vai Doo-shik lúc nhỏ
- Do Kyung-soo vai Go Doo-young
  - Jung Ji-hoon vai Doo-young lúc nhỏ
- Park Shin-hye là Lee Soo-hyun

## Sản xuất
Phim bắt đầu được bấm máy vào ngày 19 tháng 10 năm 2015 tại Songpa, Seoul, Hàn Quốc và kết thúc vào ngày 31 tháng 12.

## Nhạc phim
| STT              | Nhan đề                  | Nghệ sĩ                   | Thời lượng |
| ---------------- | ------------------------ | ------------------------- | ---------- |
| 1.               | "Don't Worry"            | Jo Jung-suk, Do Kyung-soo | 4:19       |
| 2.               | "Que Hermosa Es La Vida" | Michael Cartwright        | 2:44       |
| 3.               | "Toward The World"       | Park In-young             | 0:47       |
| 4.               | "Farewell"               | Park In-young             | 2:24       |
| 5.               | "The Match"              | Park In-young             | 5:54       |
| 6.               | "Oh! Brother"            | Park In-young             | 1:20       |
| 7.               | "Phone"                  | Park In-young             | 2:51       |
| Tổng thời lượng: | Tổng thời lượng:         | Tổng thời lượng:          | 20:19      |

## Tiếp nhận
Yonhap gọi bộ phim này là một bộ phim hài cơ bản nhưng dù sao cũng vẫn rất "vui và thú vị". Cả Jo và Do đều được ca ngợi về diễn xuất cũng như sự hợp tác của họ đã giúp nâng cao chất lượng bộ phim.

## Giải thưởng và đề cử
| Năm  | Giải thưởng                                   | Hạng mục                        | Đối tượng đề cử | Kết quả   | Chú thích   |
| ---- | --------------------------------------------- | ------------------------------- | --------------- | --------- | ----------- |
| 2017 | 53 Baeksang Giải thưởng nghệ thuật lần thứ 53 | Nam diễn viên mới xuất sắc nhất | Do Kyung-soo    | Đề cử     | [ 5 ]       |
| 2017 | 53 Baeksang Giải thưởng nghệ thuật lần thứ 53 | Nam diễn viên xuất sắc nhất     | Do Kyung-soo    | Đoạt giải | [ 5 ]       |
| 2017 | Hàn Quốc Giải thưởng Phim Ngôi Sao Sáng       | Giải cho diễn viên mới          | Do Kyung-soo    | Đoạt giải | [ 6 ]       |
| 2017 | JIMFF Giải thưởng lần thứ 13                  | Giải ngôi sao                   | Do Kyung-soo    | Đoạt giải | [ 7 ]       |
| 2017 | Giải Rồng Xanh lần thứ 38                     | Nam diễn viên mới xuất sắc nhất | Do Kyung-soo    | Đoạt giải | [ 8 ] [ 9 ] |
| 2016 | 2016 Korea's Top Star Awards                  | Top Star Award                  | Jo Jung-suk     | Đoạt giải |             |